# Dům Tristana Tzary
Dům Tristana Tzary je obytný dům, který byl postaven v letech 1925-1926 pro spisovatele Tristana Tzaru. Jeho autorem je architekt Adolf Loos. Nachází se v Paříži v 18. obvodu na adrese Avenue Junot č. 15. Je chráněn jako historická památka a dodnes slouží k bydlení.
Tristan Tzara nabídl Adolfovi Loosovi zakázku rodinného domu s ateliérem v roce 1925. Loos nabídku přijal, neboť to pro něj byla možnost prosadit se v Paříži jako architekt, navíc byla stavba určená jednomu ze členů pařížské avantgardy.

## Architektura
Pro dům byl vybrán malý svahovitý pozemek na západním úbočí Montmartru, což Adolf Loos využil tím, že uvnitř domu mohl pracovat s různými výškami prostoru. Dům je široký 10,6 metrů a dlouhý 17,6 metrů. Fasáda orientovaná do ulice je symetricky rozdělená na dvě části. Spodní část je kamenná, vrchní je omítnutá. Fasáda směrem do zahrady je asymetrická. Působí dojmem tří podlaží s velkými okenními otvory. Dvůr je zastřešený. Obytná část domu začíná ve třetím podlaží, které je charakteristické rozdílnými výškovými úrovněmi. Nachází se tu velký a malý salón, jídelna a pracovna.
Interiérová úprava spočívá v obložení sloupů a podpěr deskami z překližky, přičemž upevňovací vkruty zůstávají nezakryté. Stěny a stropy jsou barevné. Interiéry byly zařízené italským a starým francouzským nábytkem. Doplňky tvořily sbírkové předměty afrického umění a surrealistické obrazy.